# Saltus Technology
Die Saltus Technology AG war ein Werkzeugbauunternehmen mit Sitz in Solingen. Zu mehr als 90 Prozent belieferte die Saltus AG die automobile Zulieferindustrie. Dabei stellte die Fertigung von Systemteilen für Kraftstoff-Einspritz-Systeme (Präzisions-Drehteile) mit einem Anteil von 75 Prozent den Schwerpunkt dar.
Das Unternehmen war in sieben Einheiten unterteilt:
- SALTUS Grundstücksverwaltungs-GmbH, Solingen
- Hering Präzisionstechnik GmbH, Aspach
- Hering Schleiftechnik GmbH, Albstadt
- Hering Fertigungstechnik GmbH, Solingen
- Saltus-Werk Max Forst GmbH, Solingen (bis 2008)
- SALTUS Engineering Götz Kastenholz GmbH, Solingen
- Hering Precision Inc., Delaware / USA

## Schließung
2008 wurde Saltus-Werk Max Forst GmbH wieder eigenständig und war nicht mehr Tochter der Saltus Technology AG. Am 2. Juni 2009 stellte die Hering Präzisionstechnik GmbH mit ihren Töchtern Hering Schleiftechnik GmbH und Hering Fertigungstechnik GmbH Insolvenzantrag. Die Saltus Technology AG stellte daraufhin am 3. Juni 2009 ebenfalls einen Insolvenzantrag. Der Betrieb wurde eingestellt.